# NGC 4618
NGC 4618 is een balkspiraalstelsel in het sterrenbeeld Jachthonden. Het hemelobject werd op 9 april 1787 ontdekt door de Duits-Britse astronoom William Herschel.

## Synoniemen
- IC 3667
- ZWG 216.17
- UGC 7853
- KCPG 349A
- MCG 7-26-37
- VV 73
- KUG 1239+414
- Arp 23
- PGC 42575